# Alexandre Goüin
Pour les articles homonymes, voir Gouin.
Pour les autres membres de la famille, voir Famille Goüin.
Alexandre Henri Goüin, né à Tours le 25 janvier 1792 et mort dans la même ville le 27 mai 1872, est un banquier et homme politique français.

## Biographie

### Jeunesse et débuts
Issu d'une riche famille de banquiers et d'industriels tourangeaux, Alexandre Goüin est né le 25 janvier 1792 d'Alexandre-Pierre-François Goüin (1760-1832), directeur de la Banque Goüin frères, président de la Chambre de commerce de Tours et de la Société d'agriculture, arts, sciences et belles-lettres du département d'Indre-et-Loire, et de Marie-Madeleine Benoist de La Grandière (1763-1840), fille du maire Étienne Benoist de La Grandière. Il est le cousin germain de Henri Goüin et de Louis-Hippolyte Rangeard de La Germonière. Baptisé à la Collégiale Saint-Martin de Tours le lendemain de sa naissance, il a pour parrain son oncle Henri Jacques Goüin-Moisant.
Le 26 octobre 1813, il épouse Adèle Marteau (1794-1873), fille de Louis-François Marteau, directeur de l'Enregistrement et des Domaines d'Indre-et-Loire puis de l'Ariège, conseiller municipal de Tours et conseiller général d'Indre-et-Loire, l'une des plus grosses fortunes tourangelles, notamment propriétaire du château des Douets à Saint-Symphorien (frère de Jean-Lazare Marteau-Ballue, maire de La Haye-Descartes, président du district de Preuilly et conseiller général), et petite-fille de Jacques-Charles Chambert, bourgeois de Versailles et maire de Maintenon. Ils ont deux enfants :
- Louise (1814-1903), qui épouse (1834) Charles Cunin-Gridaine, manufacturier et homme politique, fils du ministre Laurent Cunin-Gridaine ;
- Eugène (1818-1909), banquier et sénateur inamovible, qui épouse (1842) sa cousine Louise Christin (°1825), fille du baron Antoine-Gabriel Christin et de Henriette-Jenny Gondouin.

Il suit ses études au collège de Pontlevoy, y remporte tous les premiers prix de cours préparatoires à l'École polytechnique, qu'il souhaite intégrer mais que son père lui refuse. Il débute alors dans la banque familiale Goüin frères dans sa ville natale en 1810, fondée par son arrière-grand-père en 1714, où il succède à son père comme codirecteur en 1819, conjointement avec son cousin Henry Goüin. Il avait également des bureaux de banque parisiens situés au no 5 rue Tronchet.
Devenu membre du conseil municipal de Tours en 1820, juge au tribunal de commerce en 1822 et conseiller général d'Indre-et-Loire, il est membre de la Société d'agriculture, sciences, arts et belles-lettres du département d'Indre-et-Loire et de la Société archéologique de Touraine, fait partie de l'assemblée générale de la Banque de France (deux cents plus gros actionnaires) et prend également part à la création de la Société commanditaire du commerce et de l'industrie en 1827. Il fait percer la rue de Castellane en 1825 (au moment du percement de la rue Tronchet), avec le comte de Castellane, à l'emplacement de l'ancien hôtel de Castellane et sur des terrains lui appartenant.

### Une place d'envergure dans la finance et la politique sous la monarchie de Juillet
Alexandre Goüin venait d'être nommé président du tribunal de commerce de Tours lorsqu'il est élu député, le 6 juillet 1831, par le 1er collège électoral d'Indre-et-Loire (Tours).

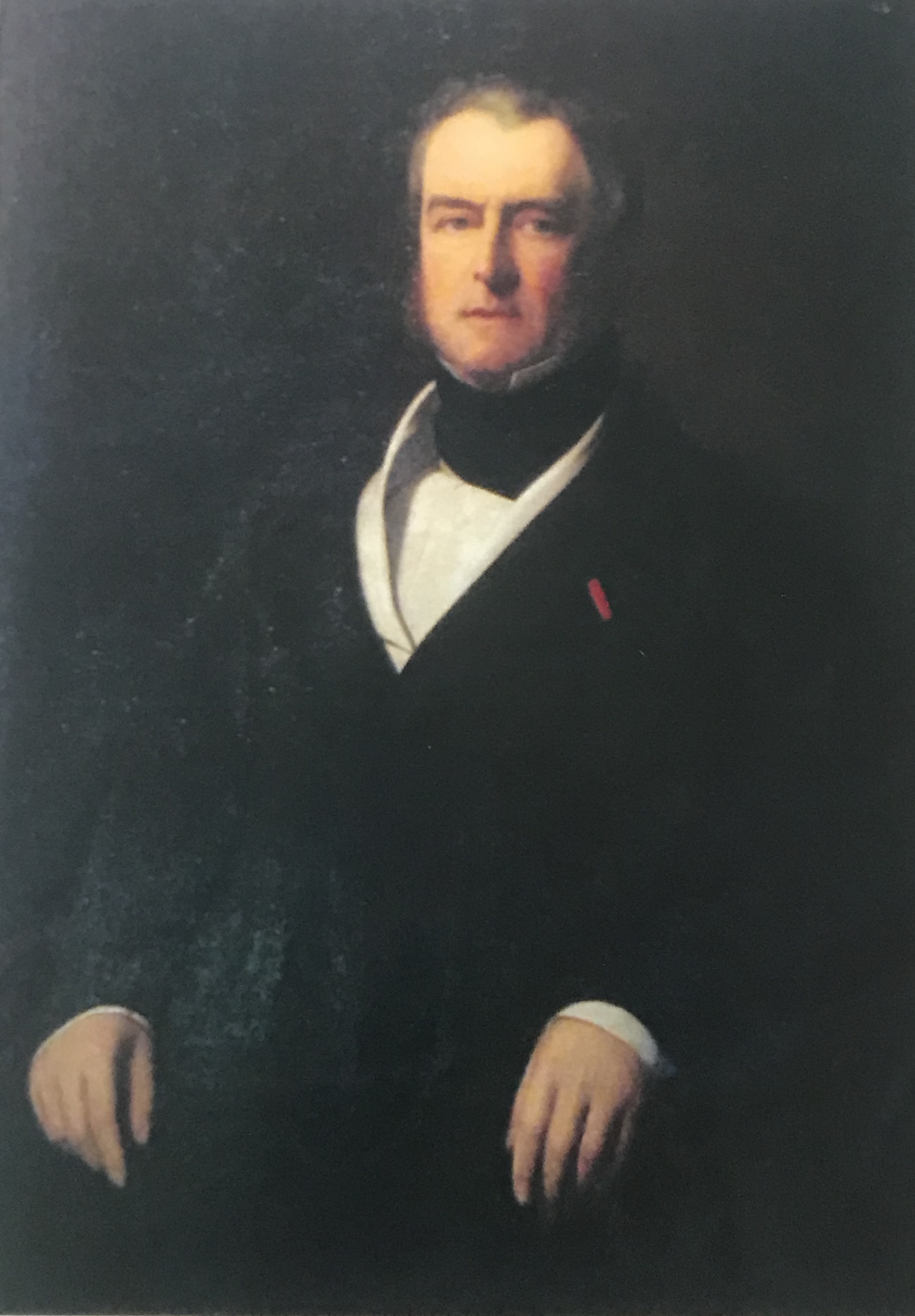
Portrait de Goüin.

D'opinions conservatrices, Goüin prend place au centre-droit dans la majorité gouvernementale. Il se prononce pour l'ordre du jour Ganneron relatif à la situation extérieure, pour l'État de siège en 1832, pour la condamnation du journal La Tribune (1833), etc.
Il se voit confier les questions de l'intérieur et des finances au sein du conseil municipal de Tours.
En 1832, il fait partie des premiers associés-fondateurs de la Caisse d'épargne et de prévoyance de Tours avec plusieurs autres membres de sa famille. Il est en particulier chargé d'obtenir auprès du gouvernement l'ordonnance royale de constitution de Caisse d'épargne et de prévoyance. Il y assure les fonctions de directeur de 1833 à 1834, que son cousin Henry Goüin préside,.
Il est membre de la Commission extraparlementaire, présidée par le comte Jean Bérenger et « chargée de réviser la législation sur les pensions, d'apprécier le mérite des projets qui avaient été publiés sur la matière, et de proposer des modifications conciliables avec les intérêts du Trésor et le respect des droits acquis ».
En 1833, il prend la présidence de la Chambre de commerce de Tours, qu'il assure jusqu’en 1836, et du conseil général d'Indre-et-Loire, qu'il préside durant vingt années, jusqu'en 1853.
Il prend part à la création de la Banque de Lyon et à celle de la Banque de Rouen.
Rapporteur de la commission du budget en 1833, il montre de réelles compétences financières et est chargé du même rapport les deux années suivantes. Il avait entretemps été réélu député le 21 juin 1834. Il vote pour les lois de septembre 1835, rapporte divers projets de loi relatifs à des questions économiques ou financières, et approuve les lois de dotation et d'apanage.
À la fin de janvier 1836, à la suite de l'incident provoqué à la Chambre par l'affaire de la conversion des rentes 5 %, proposée par le ministre des Finances, Georges Humann, sans l'aveu du ministère, et de l'explication, jugée arrogante, donnée à la tribune par le duc de Broglie (V. Gouvernement Victor de Broglie), Goüin, pour embarrasser le gouvernement, dépose une proposition tendant à la conversion des rentes. On a soupçonné, mais sans preuve, la main de Louis-Philippe derrière cette manœuvre. La proposition suivit son cours parlementaire normal : elle est renvoyée dans les bureaux qui, à l'unanimité, se prononcèrent en faveur de la lecture publique le 1er février. Celle-ci eut lieu du 4 au 6 février. Au nom du gouvernement, Adolphe Thiers combat vivement la conversion des rentes. Au terme d'un débat long et houleux, la Chambre, au scrutin secret, repousse l'ajournement de la proposition Goüin par 194 boules noires contre 192 boules blanches. Le cabinet remet immédiatement sa démission au roi. Ce fut la première fois depuis 1830 qu'un gouvernement démissionna après avoir été mis en minorité devant la Chambre, et ce fut donc une étape importante dans l'installation du régime parlementaire en France. La proposition sur la conversion des rentes, devenue un des chevaux de bataille de l'opposition parlementaire, est reprise deux fois et deux fois repoussée.
En mars 1837, à l'occasion de la loi de disjonction, Goüin manifeste quelques désirs d'opposition. Réélu le 4 novembre, il combat le ministère Molé et entre dans la coalition formée pour le renverser. Il relance alors la bataille de la conversion des rentes le 15 février 1838, contre le gouvernement, avec un avis favorable de la commission de la Chambre des députés (ayant pour rapporteur Hippolyte Passy) et l'hostilité de Louis-Philippe. La discussion dure six jours, du 17 avril au 5 mai 1838.
Il est réélu le 2 mars 1839 et entre dans le deuxième ministère Thiers le 1er mars 1840 comme ministre de l'Agriculture et du Commerce ; le portefeuille des Finances lui avait été offert, mais il le refusa, attendu la profession de banquier qu'il exerçait. De ce fait, il doit se représenter devant ses électeurs qui confirment son mandat le 4 avril. Il est chargé de soutenir, au nom du gouvernement, la discussion parlementaire de la célèbre loi sur le travail des enfants dans les manufactures qu'il présente et fait adopter. Il appuie et encourage également le développement de l'industrie de la soie. Le Bureau de statistique générale devient la Statistique générale de la France et est placé sous son autorité directe de ministre.
Il quitte le gouvernement en même temps que le ministère le 29 octobre 1840 et rentre alors dans l'opposition, prenant place au centre-gauche. Il est réélu à toutes les échéances électorales jusqu'en 1848 : les 9 juillet 1842, avec 337 voix sur 489 votants contre 76 à Étienne Giraudeau et 22 à Lamartine, et 1er août 1846, avec 337 voix sur 506 votants contre 61 Luzarche et 54 à Giraudeau.

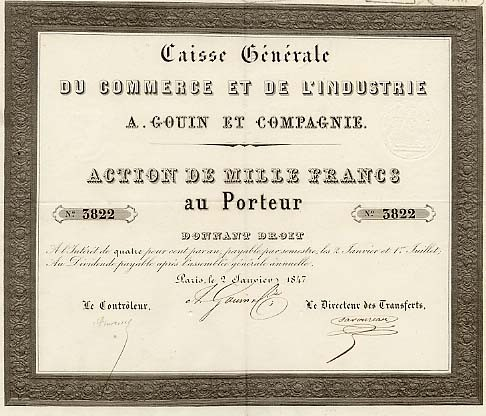
Action de la Caisse générale du commerce et de l'industrie A. Goüin et Cie.

À la mort de Jacques Laffitte, Goüin reprend la gestion de la Caisse générale du commerce et de l'industrie (1844), sous la raison social Caisse générale du commerce et de l'industrie A. Goüin et Cie, dont les bureaux étaient à l'hôtel Laffitte, et la dirige jusqu'en 1848 sans pouvoir en empêcher la faillite après la crise économique et la révolution de 1848. Les deux autres associés était alors Adolphe Lebaudy (qui avait empiré la situation de 4,2 millions de francs pour avances à lui faites par la société' sur des garanties qui ne représentaient pas plus d'un million et demi de franc) et Jean-Philippe Roussac (neveu de Laffitte). Goüin y perd à titre personnel 500 000 francs dans la liquidation.
Aux côtés des Lebaudy, il est l'un des principaux actionnaires de la Filature rouennaise de lin et de chanvre à sa fondation en 1845.
Il apporte son appui à son neveu Ernest Goüin lors de la fondation de sa société Ernest Goüin et Cie en 1846 (devenue Société de construction des Batignolles puis Spie Batignolles).
Impliqué dans le développement ferroviaire, Alexandre Goüin est également président du conseil d'administration de la Compagnie du chemin de fer de Paris à Lyon et de la Compagnie du chemin de fer de Creil à Saint-Quentin, dont il prend part aux fondations. En 1847, il fusionne la Compagnie du chemin de fer de Creil à Saint-Quentin, dont il est alors président du conseil d'administration, avec la Compagnie des chemins de fer du Nord, dont il est l'un des administrateurs. Il siège également aux conseils d'administration de la Compagnie des chemins de fer de Paris à Lyon et à la Méditerranée (PLM) à sa création, de la Compagnie des chemins de fer du Nord, du Sous-comptoir des chemins de fer (Comptoir national d'escompte de Paris) et de la Compagnie d'éclairage de la ville de Tours par le gaz. Il est le banquier notamment de la Compagnie du chemin de fer de Tours à Nantes, de la Compagnie du chemin de fer de Lyon à Avignon, de la Compagnie des chemins de fer du Midi, de la Compagnie du chemin de fer de Bordeaux à Cette ou bien de la Compagnie des chemins de fer napolitains. Il obtient une gare pour Tours, alors que le projet initial ne prévoyait pas le passage de la ligne dans la ville.

### Un ralliement à Louis-Napoléon Bonaparte

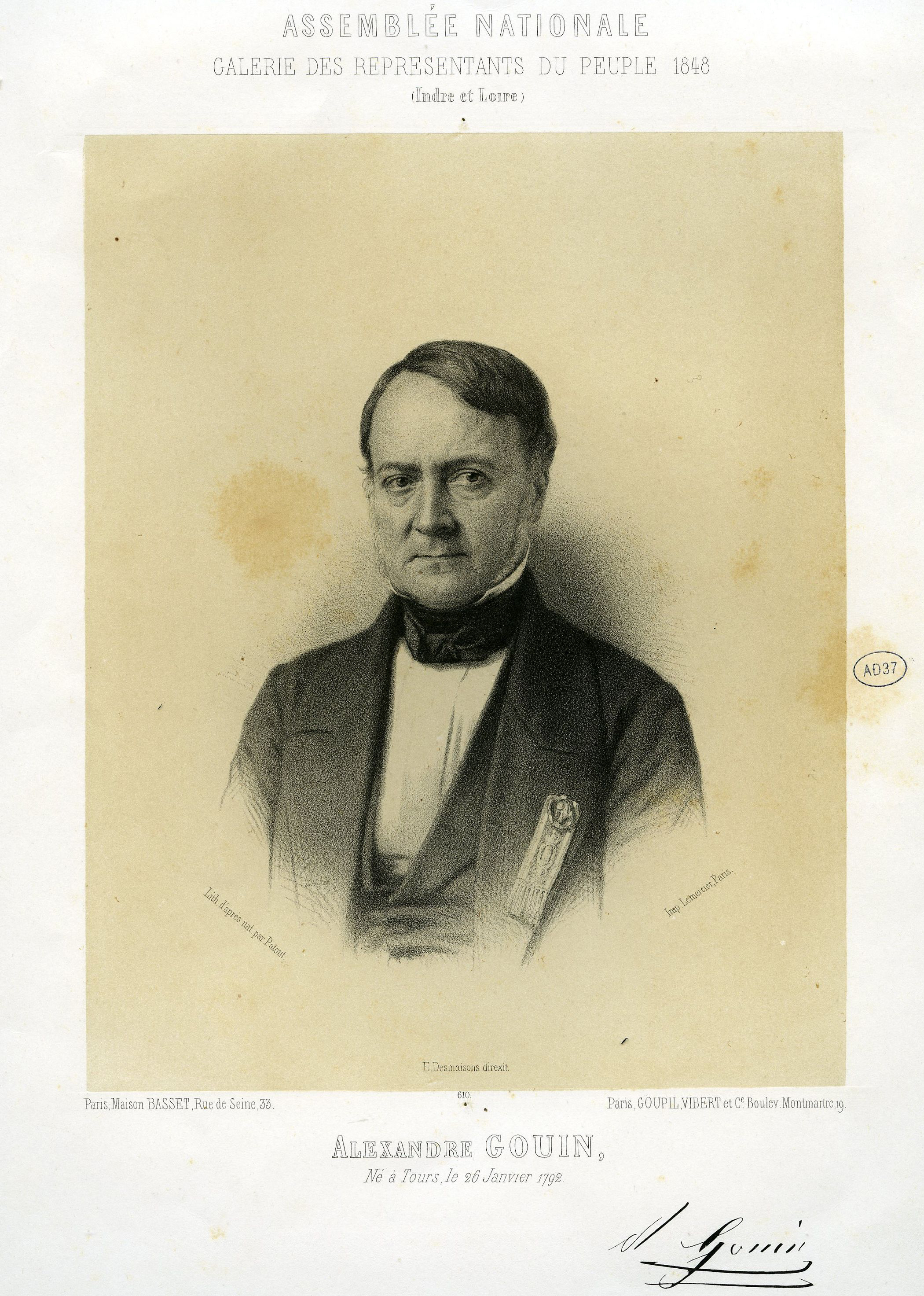
Portrait représentant Alexandre Goüin (1848).

Il se présente aux élections à l'Assemblée constituante du 23 avril 1848 sous l'étiquette de la « coalition des anciens partis » et est élu représentant d'Indre-et-Loire. Il vote avec la droite conservatrice : pour les poursuites contre Louis Blanc et Caussidière, pour l'impôt proportionnel préféré à l'impôt progressif, contre l'amendement Grévy, contre le droit au travail, pour l'ordre du jour en l'honneur du général Cavaignac, contre la réduction de l'impôt du sel, pour la proposition Rateau, contre l'amnistie, pour l'interdiction des clubs, pour les crédits de l'expédition de Rome en soutien au pape Pie IX, contre l'abolition de l'impôt des boissons, etc. Il préside la comité des finances de la Constituante.
Rallié à la politique de Louis-Napoléon Bonaparte, il appuie son gouvernement avec ardeur. Il est réélu député d'Indre-et-Loire à l'Assemblée législative le 13 mai 1849. Membre de la majorité monarchiste, il fait partie des Commissions du Budget et des Finances, participe à des discussions économiques et financières, vote pour l'expédition de Rome, pour la mise en accusation dans l'affaire du 13 juin, pour la loi Falloux-Parieu sur l'enseignement libre, etc. Il compte parmi les députés les plus dévoués au prince-président. Partisan du coup d'État du 2 décembre 1851, il est désigné comme candidat officiel aux élections du 29 février 1852 dans la 1re circonscription d'Indre-et-Loire et élu député au Corps législatif. Il préside la première commission du budget du nouveau Corps législatif et prend part à l'établissement du Second Empire, dont il est l'un des soutiens les plus actifs. Le 27 mars 1852, il est nommé membre de la Commission de surveillance de la Caisse d'amortissement et de la Caisse des dépôts et consignations.
À la Chambre, il est le principal animateur du groupe des « budgétaires », tenant d'un équilibre financier (Le Roux, Louvet, Larrabure, Lequien, Monier de La Sizeranne, Flavigny, Ravinel, Devinck etc).
Toujours avec l'appui du gouvernement, il est réélu les 22 juin 1857 et 1er juin 1863. Il prend fréquemment la parole dans les discussions budgétaires et, lors de la discussion de l'adresse de mars 1861, attaqua l'optimisme de la commission du budget. Dans la législature qui commence en 1863, il devient vice-président du Corps législatif.
Il est membre de la commission de la Caisse des retraites pour la vieillesse.

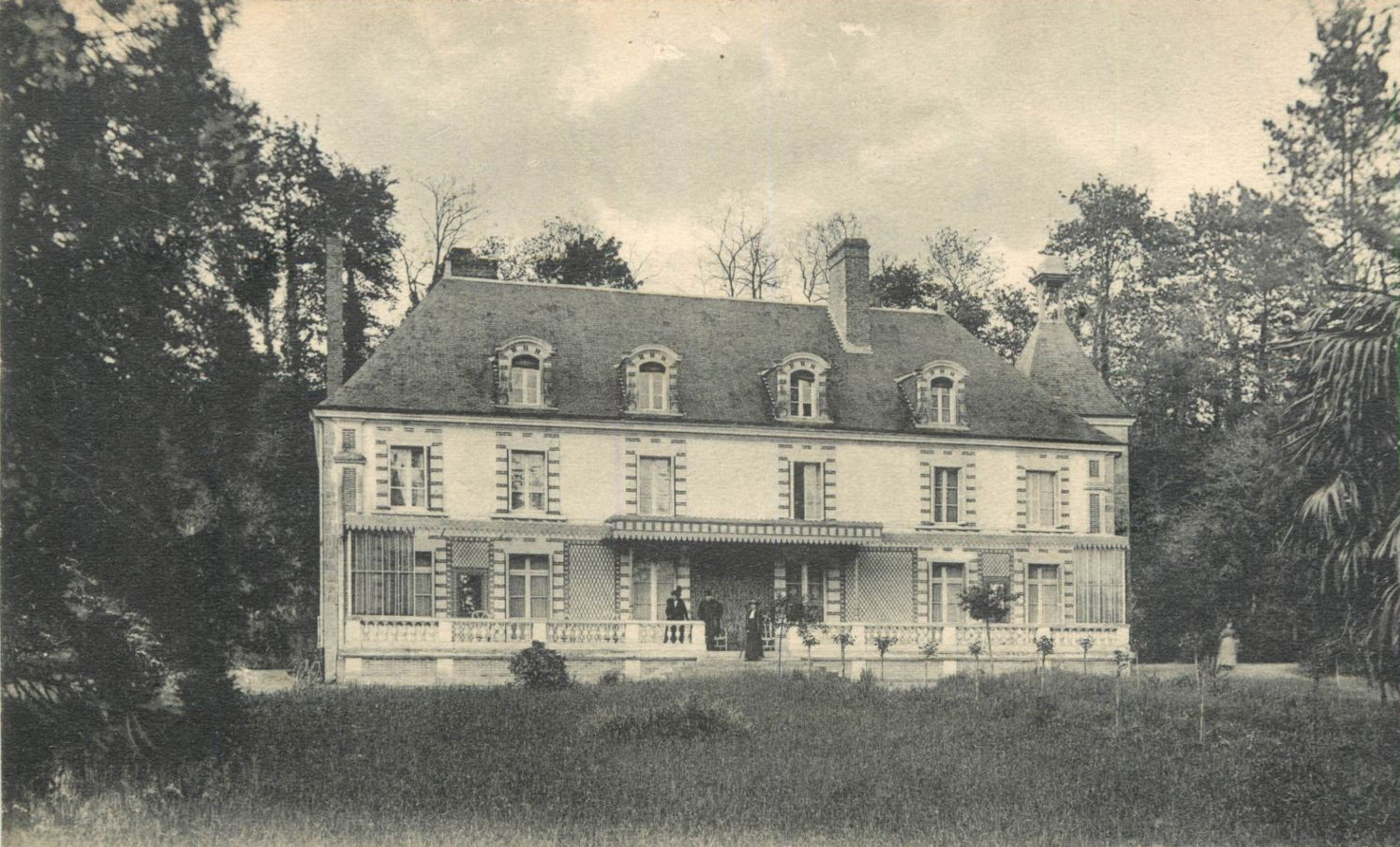
Le château de Méré, où il accueille à plusieurs reprises Balzac.

Propriétaire du château de Méré, situé entre Pont-de-Ruan et Artannes-sur-Indre, et où Balzac vient y passer des séjours et des dîners,, Alexandre Goüin est maire de la commune d'Artannes de 1854 à 1860.
Il est promu commandeur de l'ordre de la Légion d'honneur le 30 août 1865.
Le 22 janvier 1867, Goüin est nommé sénateur. Il quitte la vie publique après la chute de Louis-Napoléon Bonaparte, le 4 septembre 1870.
Député constamment réélu de 1831 à 1867, il fut un des spécialistes des questions financières et avait acquis une grande autorité sur celles-ci ; il fut constamment membre des commissions de finances et du budget, qu'il présida souvent. Pendant de nombreuses années, il fut rapporteur des commissions du budget et des finances et chargé du rapport du budget des recettes. Il proposa entre autres, avant la loi 1853, un projet de retraite par capitalisation (parfois nommé sous le nom de système Goüin). Il s'opposa au recours à la dette flottante et s'opposa aux manœuvres visant à s'emparer de la partie disponible de l'amortissement. Raincelin de Sergy écrivait de lui au lendemain des élections de 1848 : « Dans toutes ses positions, son désintéressement n'a jamais été mis en doute, et aucune question d'intérêt personnelle ne put lui être reprochée. »

## Le système de retraite de Goüin
À partir de 1833, Alexandre Goüin défend l'instauration en France d'un nouveau système de pensions de retraite, reposant sur un capital et non plus une rente viagère. Dans son rapport présenté à la Chambre le 3 février 1835, il demande que le législateur règle l'ensemble des droits à retraite, et non pas la seule caisse des employés des finances ; le rejet du projet du ministre Humann ; un nouveau système de tontine fondé sur la capitalisation, le titre de rente perpétuelle et le compte individuel, permettant de garantir le Trésor de toute subvention à l'avenir (son système de capitalisation doit fonctionner de manière autonome).
Il cherche pour la première fois à préciser clairement les conditions réelles du droit à la retraite. Il cherche pour cela à définir la durée probable de vie, le taux d'élimination qui fonde le principe même de la tontine (le fonds commun) et une forte différence entre le service actif et le service sédentaire.

## Publications
- Développements d'une proposition pour un projet de loi sur l'amortissement (1832)
- Opinion sur le projet de loi des pensions de retraites (1837)
- Rapport au roi sur le quatrième volume de "la Statistique de la France". Partie agriculture (1841)
- Quelques réflexions à l'occasion de la question relative à l'établissement d'un nouvel impôt sur les valeurs mobilières (1857)
- Une Biographie par moi-même